# Yacimiento icnológico de Corcolilla
El yacimiento icnológico de Corcolilla se sitúa en el término municipal de Alpuente (Provincia de Valencia, España).

## Descripción y datos histórico-artísticos
Las icnitas se localizan en el techo de un estrato canaliforme de areniscas blancas, que forma parte de una secuencia detrítica constituida por una alternancia de niveles de arenas y arcillas grises. NPC.
Se identifican 53 icnitas tridáctilas (42 icnitas aisladas y 12 icnitas formando parte de 3 rastros). Corresponden a dinosaurios terópodos y ornitópodos de talla pequeña o media (longitudes de las icnitas comprendidas entre 15-43 cm. y 19-33 cm., respectivamente). 
Se diferencian dos morfotipos principales: huellas tridáctilas mexaxónicas con talón agudo, dígito III más largo que los otros y dígitos II y III orientados en sentido medial, atribuibles a dinosaurios terópodos de talla media, y huellas tridáctilas más anchas, con impresiones digitales más redondeadas, de longitud equivalente, envolvente subcircular y talón redondeado, que son morfologías más propias de huellas dejadas por dinosaurios ornitópodos.
El análisis de la orientación de las icnitas determina una dirección preferente de desplazamiento hacia el N-NE, con un menor porcentaje de icnitas con orientación contrapuesta. Se reconocen tres rastros compuestos por 4 (6?), 4 y 3 icnitas, respectivamente.
- Edad del yacimiento: jurásico superior (Facies Pürbeck).

## Estado de conservación
- Sustrato: el nivel de arenisca sobre el que se localizan las icnitas se encuentra intensamente degradado, sufriendo un proceso de arenización y erosión subsiguiente, que ha causado la desaparición de gran parte de la superficie original del estrato.
- Icnitas: las icnitas se encuentran impresas sobre el techo de un estrato rocoso en vías de arenización. En determinados sectores las improntas se han borrado como consecuencia de la degradación del estrato.